# サンチン
サンチンは、空手の型の一つ。那覇手の基本型として知られ、首里手・泊手のナイファンチと同じく、那覇手ではもっとも重要な型の一つである。
漢字では主に三戦と表記されるが、三進、三正、三拳、鑽拳、参戦などの表記を使う流派もある。

## 概要

### 起源
サンチンの起源について述べた最古の文献は、本部朝基の『沖縄拳法唐手術組手編』で、それによれば、サンチンは「古来より琉球に行はれたる」型の一つで、「支那でよく用ひられ、現在なお現存せる」型の一つとされる。
また、中国武術の南派の白鶴拳には、サンチンと類似の開掌の套路が存在する。例えば、鳴鶴拳の三戦、八歩連、永春白鶴拳の三戦などである。それゆえ、沖縄のサンチンは中国から伝来したと一般に考えられているが、いつからそれが沖縄に存在したかについては、現在諸説がある。
従来は、サンチンは東恩納寛量が渡清して学んできたとされていたが、東恩納寛量より先輩（一説には師匠 ）である湖城大禎（1837年 - 1917年）とサンチンのあり方を巡って激論、いわゆる「サンチン裁判」を繰り広げたというやや矛盾した逸話も伝えられている。湖城大禎は独自に福州にわたりサンチンを学んできたとされており、この逸話が正しければ東恩納と同時期、あるいはそれ以前に湖城大禎はサンチンを学んできたことになる。また、後述するように劉衛流では、開祖・仲井間憲里が、東恩納寛量が生まれる以前の道光年間（1821年 - 1850年）にすでにルールーコウからサンチンを学んできたとしており、この説を信じるならばサンチンの沖縄への伝来はさらに数十年遡ることになる。

### 東恩納寛量のサンチン
現在、剛柔流ではサンチンは握拳で行うが、東恩納寛量のサンチンは開掌（貫手）であったという（比嘉世幸説）。また、比嘉世幸によれば、東恩納寛量のサンチンは呼吸音があまり聞こえず、非常に早いスピードで貫手を繰り出し、ただ引き手の時にスッとするどく短い呼吸音を発していたとされる。ただし、晩年になると突きの動作はゆっくりしたものに変化した。宮城長順が、中国のサンチンは呼吸音が大蛇がほえる如き音だったという点を東恩納に問いただしたところ、「あれも本物、これも本物です」と答えたという。
東恩納寛量のサンチンが、現在の握拳で呼吸音を強調するように変化した経緯については、宮城長順が師の死後に改良したとする説（比嘉世幸説）、東恩納寛量が改良したとする説（東恩納盛男説）の二つがある。開掌から握拳へ変化した理由は、唐手が沖縄県の学校体育に採用される際、貫手は危険で教育上よくないとして東恩納寛量の手が不採用になったのが遠因とする説がある。

### 剛柔流のサンチン
剛柔流のサンチンは、呼吸音を伴う息する呼吸法と合わせて動作を行うことが特徴的で、やや膝を落とし内股でレの字に足を構える「サンチン立ち」を正しく行うと、非常に安定した立ち方になる。一説によれば揺れて足場が不安定な船上での闘いのためにこの立ち方が発達したという。サンチンの修練により高い防御力、持久力、集中力、瞬発力などが養われる。
剛柔流のサンチンは三歩前進して反転する形式だったが、戦後は三歩前進して反転せずにそのまま後退する（あるいは終わる）形式に変わった。この理由について、比嘉世幸門下で戦後宮城長順からも直接指導を受けた渡口政吉によると、宮城は戦後体力的な衰えや子供達を戦争で亡くした精神的ショック等により立ったままでの指導が困難になったので、弟子達が正面に座る宮城の前までサンチンで進みそこで反転せず終わるようになったからだとしている。

### 東恩流・上地流・劉衛流のサンチン
東恩流では、剛柔流と同じように握拳によるサンチンを行うが、型のサンチンは3歩進んで反転、後方に4歩進んで反転、正面に1步出て、1步退がる。鍛練としてのサンチンはひたすらに前進し、進めなくなれば反転するというものが伝承されていて、剛柔流とは呼吸法が異なっているという。
他に、上地流にもサンチンがあり基本型として位置づけられている。上地流では、開掌で行い、呼吸は剛柔流よりは自然に近い形で行うとされる。
劉衛流にも上述のようにサンチンがあり「基本術技」と位置づけられている。劉衛流では、サンチンとセーサンは、歌の上の句と下の句のように、両者を基礎鍛錬のための一体的なものと位置づけられている。

### 首里手系統その他
空手研究家・金城裕によれば、浦添朝顕（1874年-1936年）から戦前「昔は首里でも『サンチン』の型の練習をしていたよ」という話を聞いたという。現在でも首里手系統のいくつかにはサンチンや類似の型が存在する。松村宗棍系統の少林流松村正統空手道には、貫手で行うサンチンがある。また本部朝勇系統の本部御殿手や武芸館（現・神道流）にも開掌と握拳の「元手（元手三戦とも）」という型や、「松三戦」と呼ばれる松村宗棍の三戦がある。これら以外にやや異色なものとしては、石嶺流（開祖・兼島信栄）に熊手（クマディ）と呼ばれる特殊な鍛えを要するサンチンがあった、現在も伝承されているかは不明であるがYouTubeにて第1回古武道発表会(1961年)での兼島信栄のサンチンの動画が公開された。。さらに千唐流のサンチンも首里系と考えられる、

## 表記
サンチン（三戦）について記した戦前の文献には、表記に若干の揺れがある。
- 三進（しん）：富名腰義珍『錬胆護身唐手術』大倉広文堂、大正14年。
- サンチン：本部朝基『沖縄拳法唐手術組手編』唐手術普及会、大正15年。
- サンチン：三木二三郎・高田瑞穂『拳法概説』東京帝国大学唐手研究会、昭和5年。
- サンチン：本部朝基『私の唐手術』東京唐手普及会、昭和7年。
- 三戦：宮城長順「唐手道概説」昭和9年。
- 三戦（さんちん）：摩文仁賢和・仲宗根源和『攻防自在護身拳法・空手道入門』東京京文社、昭和13年。
- サンシン：義村朝義「自伝武道記」『月刊文化沖縄』昭和16年。